# Районированная выборка
В математической статистике, районированная выборка (другое название — стратифицированная выборка) — метод семплирования из генеральной совокупности, который позволяет улучшить точность статистических результатов при разбиении всего пространства событий на несколько областей-страт и независимой работе с этими стратами. Например, в каждой страте можно применять свою собственную выборку по значимости.

## Пример
Предположим, что нам нужно оценить среднее число голосов, поданных за каждого кандидата на выборах. Предположим, что в стране 3 города: в городе А живёт 1 миллион заводских рабочих, в городе Б живёт 2 миллиона офисных работников, а в городе В живёт 3 миллиона пенсионеров. Мы можем выбрать получение случайной выборки размером в 60 голосов со всей популяции, но есть некоторая вероятность, что случайная выборка окажется плохо сбалансирована по этим городам и, следовательно, будет необъективна и малополезна («средняя температура по больнице»), вызывая значительную погрешность в оценке. Но если мы будем использовать простую случайную выборку в 10, 20 и 30 голосов из городов А, Б и В соответственно, мы можем получить меньшую погрешность в оценке при том же общем размере выборки.

## Преимущества перед другими методами семплирования
Причины использовать районированную выборку вместо простой случайной выборки:
- Если измерения в пределах страт имеют небольшое среднеквадратическое отклонение, стратификация даёт меньшую погрешность в оценке.
- Во многих случаях измерения становятся дешевле и/или более выполнимыми, когда население группируется в страту.
- Часто желательно иметь оценки популяционных параметров для групп населения.

Если плотность населения сильно варьируется в пределах региона, районированная выборка будет гарантировать, что можно с одинаковой точностью сделать оценки в разных частях региона и что сравнение субрегионов можно выполнить с одинаковой статистической мощностью. Например, в Онтарио в исследовании, проводимом на территории всей провинции, можно использовать большую долю выборки из менее населённого севера, так как разница в численности населения между севером и югом настолько велика, что доля выборки из провинции в целом может привести к сбору лишь очень маленького количества данных с севера.
Также можно использовать рандомизированную стратификацию для увеличения репрезентативности населения в исследовании.